# Зимрок, Карл Йозеф
Карл Йозеф Зимрок (нем. Karl Joseph Simrock; 28 августа 1802, Бонн — 18 июля 1876, там же) — немецкий поэт и филолог. Сын музыкального издателя Николауса Зимрока.

## Биография
Карл Йозеф Зимрок родился 28 августа 1802 года в городе Бонне.
Состоял на прусской государственной службе, но в 1830 году, за стихотворение: «Die drei Farben», в котором он приветствовал польскую революцию, был уволен. С 1850 года был  профессором древнегерманской литературы в Боннском университете; в 1877 году его кафедру принял германист Франц Вильгельм Вильманнс.
Неутомимый исследователь, комментатор и реставратор германской старины, Зимрок своими превосходными стихотворными пересказами и переводами (с древневерхненем. языка) содействовал ознакомлению немцев с их национальным героическим эпосом. Так, он перевёл на современный литературный немецкий язык:
- «Niebelungenlied» (Берл., 1827; 40 изд. Штуттг., 1880);
- «Der arme Heinrich», Гартмана фон Ауе (3 изд. 1875);
- «Gedichte Walthers von der Vogelweide» (7 изд. Лпц., 1883);
- «Parcival und Titurel», Вольфрама фон Эшенбаха (6 изд. 1883);
- «Reineke Fuchs» (Франкф., 2 изд. 1847);
- «Der gute Gerhard von Köln», Рудольфа фон Эмса (2 изд. 1864);
- «Die Edda» (9 изд. 1889);
- «Tristan und Isolde», Готфрида Страсбургского (2 дополн. изд., 1875);
- «Heliand» (3 изд. Б., 1882);
- «Beowulf» (Штуттг., 1859);
- «Der Wartburgkrieg» (Штуттг., 1858);
- «Lieder der Minnesinger» (Эльб., 1857);
- «Narrenschiff», Себастиана Бранта (Б., 1872)

и многие другие произведения средневековой германской литературы.
Наряду с этим Зимрок самостоятельно обрабатывал материал, содержащийся в древнегерманских сказаниях; таковы его: «Heldenbuch» (Штуттг., 1843-1849), эпос «Gudrun» (14 изд., 1888), «Kleines Heldenbuch» (4 изд., 1883) и «Amelungenlied», охватывающего сказания цикла Дитриха Бернского; введением к последнему служит лучшее поэтическое произведение Зимрока — «Wieland der Schmied» (3 изд., Штуттг., 1851), впервые появившееся в 1836 году. Сюжет «Amelungenlied» заимствован из Вилькинасаги, но расположение материала и обработка его всецело принадлежит Зимроку.
Собственные стихотворения Зимрока находятся в изданных им «Rheinsagen aus dem Munde des Volkes und deutscher Dichter» (9 изд.1883); отдельно вышли его «Bertha, die Spinnerin» (Франкф., 1853); «Legenden» (3 изд. 1876); «Gedichte» (Лпц. 1844; новый сборн., Штуттг., 1863) и воинственно-патриотические «Deutsche Kriegslieder» (Б., 1870). Зимрок принадлежал к тем жизнерадостным «поэтам Рейна», в произведениях которых отразилась романтическая прирейнская жизнь, полная воспоминаний о седой старине. Основные черты их — ясное, бодрое мировоззрение и здоровый юмор.
Из других поэтических переводов Зимрока следует отметить его переводы Макбета (Бонн, 1842) и других драм Шекспира, для так называемой «Dingelstedtsche Shakespeare-Ausgabe» (Гильдбург., 1866-1870), затем «Shakespeares Gedichte» (Штуттг., 1867) и «Frithjofssage» Тегнера (4 изд., Штуттг., 1863).
На основе старинных изданий Зимрок напечатал обработку «Deutsche Volksbücher» (нов. изд. Базель, 1886 и сл.; извлечение 1869) и восстановил в первоначальной редакции «Das Puppenspiel vom Doktor Faust» (Франкф., 1846; нов. изд., вместе с народной книжкой, 1875). Кроме того Зимрок издал: «Die deutschen Sprichwörter» (Штуттг., 1846 и чаще); «Deutsches Kinderbuch» (3 изд. 1879); «Die geschichtlichen deutschen Sagen» (2 изд. Баз., 1886); «Die deutschen Volkslieder» (2 изд., Баз., 1887); «Deutsche Sionsharfe» (Эльберф., 1857); «Die Niebelungenstrophe und ihr Ursprung» (Бонн, 1858), «Das deutsche Rätselbuch» (3 изд., Франкф., 1874); «Deutsche Weihnachtslieder» (Лпц., 1859); «Deutsche Märchen» (Штуттг., 1864) и др.
Научные труды Зимрока (помимо исследований о средневековых авторах, произведения которых он перевёл или переделал):
- «Quellen des Shakespeare in Novellen, Märchen und Sagen» (2 изд. Бонн, 1870; в сотрудничестве с Эхтермейером и Шенкелем[5]);
- «Italienische Novellen» (2 изд. Гейльбр., 1877);
- «Handbuch der deutschen Mythologie» (Бонн, 6 изд., 1857);
- «Altdeutsches Lesebuch» (2 изд., Бонн, 1859);
- «Altdeutsches Lesebuch in neudeutscher Sprache» (Шт., 2 изд. 1884);
- «Malerisches und romantisches Rheinland» (4 изд. Шт., 1865),
- «Der gute Gerhard und die dankbaren Toten» (Шт., 1856),
- «Ein Kurzweilig Lesen v. Till Eulenspiegel» (Франкф., 1878) и др.

Долгие годы его связывала крепкая дружба с Николаусом Хокером.